# That Hagen Girl
That Hagen Girl is een Amerikaanse dramafilm in zwart-wit uit 1947 onder regie van Peter Godfrey. De film is gebaseerd op de gelijknamige roman uit 1946 van Edith Kneipple Roberts en werd destijds niet uitgebracht in Nederland.

## Verhaal
In een dorpje in Ohio adopteert Minta Hagen een baby die veel weg heeft van Grace Gateley, een dochter van een aanstaande familie die tijdenlang niet in het openbaar is gespot. Vanwege dit toeval ontstaat de roddel dat de baby, Mary, het buitenechtelijke kind is van Grace en haar vriend Tom Bates, een jonge advocaat. Zijn baas vreest dat deze roddels ernstige impact zullen hebben op Tom en plaatst hem in een andere stad.
Jaren later keert keert Tom terug naar het dorpje. Mary is op dat moment een achttienjarige student op een hogeschool die haar leven lang al te maken heeft met roddels over haar achtergrond. Ze is inmiddels al gewend geraakt aan het feit dat ze als minderwaardig persoon wordt behandeld: zo wordt Mary beschuldigd van wangedrag nadat haar klasgenootje haar tegen haar wil zoent. De enige persoon die voor haar rechten opkomt is Julia Kane, een professor op de hogeschool. Op een dag wordt Mary door een vriendin, Sharon Bailey, geconfronteerd met de roddels die spelen. Ze confronteert haar moeder, maar Minta belooft haar dat de roddels onwaar zijn.
Ondertussen wordt Mary's leven nog steeds negatief beïnvloed door de roddels die circuleren. Zo mag ze - ondanks protest van Julia - niet de hoofdrol spelen in een toneelstuk en wordt ze afgekeurd door de moeder van haar liefje Ken Freneau. Ze wordt zowel in het toneelstuk als in het leven van Ken vervangen door Christine Delaney. Ken doet alsof hij met Christine uitgaat, maar blijft stiekem afspreken met Mary.
Mary is de behandeling die ze krijgt meer dan zat en besluit Tom te confronteren. Tom zweert niet haar vader te zijn, maar Mary gelooft hem niet. Ondertussen bezwijkt Ken onder de druk van zijn familie en trouwt met Christine. Mary wordt op haar beurt geschorst door de hogeschool. Ze overweegt zelfmoord en het is uiteindelijk Tom die haar overhaalt om het leven een tweede kans te geven. Tom is inmiddels verliefd geworden op Mary en neemt haar mee uit.

## Rolverdeling
| Acteur           | Personage            |
| ---------------- | -------------------- |
| Shirley Temple   | Mary Hagen           |
| Ronald Reagan    | Tom Bates            |
| Rory Calhoun     | Ken Freneau          |
| Conrad Janis     | Dewey Koons          |
| Lois Maxwell     | Julia Kane           |
| Dorothy Peterson | Minta Hagen          |
| Charles Kemper   | Jim Hagen            |
| Penny Edwards    | Christine Delaney    |
| Jean Porter      | Sharon Bailey        |
| Harry Davenport  | Rechter A. Merrivale |
| Nella Walker     | Molly Freneau        |
| Winifred Harris  | Selma Delaney        |
| Moroni Olsen     | Trenton Gateley      |
| Frank Conroy     | Dr. Stone            |
| Kathryn Card     | Miss Grover          |

## Productie
Voormalig kindster Shirley Temple hoopte met deze film een overstap te maken naar volwassen rollen en noemde deze film als een van haar favoriete uit haar latere carrière. Haar ervaring stond haaks op die van tegenspeler Ronald Reagan, die neerkeek op het project maar vanwege financiële redenen het zich niet kon veroorloven de rol af te slaan.
De draaiperiode was van mei tot en met augustus 1947. Reagan liep tijdens een rivierscène een longontsteking op en kon bijna een maand lang niet filmen.

## Ontvangst
De film kreeg overweldigend negatieve kritieken van de pers en er wordt door filmhistorici beweerd dat het einde van Shirley Temple's carrière is te wijten aan deze film. Ook Reagan werd nadien prestigieuze filmrollen ontzegd vanwege zijn optreden in deze film. Critici schreven vooral over 'het smaakloze scenario, miscasting en slechte acteerprestaties'.
In recentere jaren werd de film onthaald als cultfilm die "zo slecht is dat hij goed is".

## Prijzen en nominaties
| Jaar | Prijs         | Categorie                | Genomineerde(n) | Uitslag  |
| ---- | ------------- | ------------------------ | --------------- | -------- |
| 1948 | Golden Globes | Beste Nieuwkomer - Vrouw | Lois Maxwell    | Gewonnen |